# Teresa Teng
Teng Li-csün (鄧麗君, Dèng Lìjūn, egyszerűsített: 邓丽君), ismert művésznevén Teresa Teng (Paocsung, 1953. január 29. –‎ Csiangmaj, 1995. május 8.) tajvani énekesnő, színésznő, filantróp. Beceneve „Ázsia örök popkirálynője”; kulturális ikonná vált a mandopop műfajához való hozzájárulásával. Úgy szól a mondás, „ahol kínaiak vannak, ott Teresa Teng zenéje is jelen van”. Minden idők egyik legsikeresebb ázsiai művészének tartják.
Csaknem harmincéves pályafutása alatt Teng befolyásos és domináns énekessé vált Ázsia-szerte, főképp Kelet-Ázsiában, Délkelet-Ázsiában, és valamennyire Dél-Ázsiában is. Gyakran nevezik Ázsia első pop szupersztárjának. A kínai popzene egyik úttörője, nagy szerepet játszott a kínai zeneipar fejlődésében azzal, hogy a nyugati és keleti zenei stílusokat ötvözte. Dalai felváltották az akkoriban elterjedt forradalmi dalokat a szárazföldi Kínában, lefektetve a modern populáris kínai zene alapjait. Emellett Teng jelentős szerepet játszott a kínai nyelvű nemzetek közötti kulturális szakadék áthidalásában is, és ő volt az első művész, aki japán popdalok éneklésével összekötötte Japánt Kelet- és Délkelet-Ázsia nagy részével. Tajvanon híres volt arról, hogy katonákat szórakoztatott és nemzeti érzelmű dalokat énekelt. Hazájában a beceneve „a patrióta művésznő”, illetve „a katonák kedvese” volt.
Pályafutása során több mint 1700 dalt vett fel, 14 éves korától, és nem csak mandarinul, de hokkien nyelven, kantoniul, sanghaji dialektusban, japánul, indonézül, angolul és olaszul is énekelt. Dalait több száz művész dolgozta fel világszerte.
Az IFPI adatai szerint Teng lemezeiből 2010-ig több mint 48 millió példány fogyott (szárazföldi kínai adatok nem állnak rendelkezésre). 1986-ban a Time a világ hét legnagyobb énekesnője egyikének nevezte meg. 2007-ben bekerült a japán Koga Maszao Zenei Múzeum Popzenei Hírességek Csarnokába. 2009-ben egy kínai kormányzati portál által szervezett szavazáson 8,5 millióan választották meg „Kína legbefolyásosabb kulturális személyiségének 1949 óta”. 2010-ben, a nemzetközi nőnap alkalmából kínai sajtóorgánumok „a modern Kína legbefolyásosabb nőjének” választották meg.

## Gyermek- és fiatalkora
Teng vajsengzsen (waishengren) szülők gyermekeként született a Jülin (Yulin) megyei Paocsung (Baozhong)ban. Édesapja Hopej (Hebei)ből származó katona volt, édesanyja santung (shangdong)i; azután szöktek Tajvanra, hogy a kommunisták átvették a hatalmat Kínában 1949-ben.
Szegénységben nőtt fel, öt gyermek közül az egyetlen lány volt. Apja 1957-ben szerelt le, süteményárusításból próbálta eltartani a családját ezután. Teng az általános iskolai tanulmányait Tajpej (Taipei) megye Lucsou (Luzhou) körzetében végezte.
Szülei nagy zenerajongók voltak, édesapja a pekingi operát kedvelte, édesanyja a huangmej (huangmei) operát. Hatéves korábban kezdett énekleckéket venni apja egy katonazenekart vezető ismerősétől, aki gyakran felléptette katonák előtt. Későbbi pályafutása során is gyakran énekelt katonáknak.
Első komoly díját 1964-ben nyerte, amikor a Kínai Rádió és Televíziótársaság egy rendezvényén a Shaw Brothers huangmej (huangmei)opera-filmjéből énekelt el egy dalt. 1965-ben beíratták a Kinling (Ginling) Lányiskolába, de a fellépései miatt inkább nem folytatta a középiskolai tanulmányait és a hivatásos énekesi karriert választotta. Elmondása szerint a középiskola nagyon konzervatívan viszonyult hozzá, és nem engedték meg neki, hogy tanulmányai mellett hivatásos énekes legyen. Hamarosan már ő tartotta el a családját.

## Pályafutása

### Kezdetek
Teng professzionális karrierje 1967-ben kezdődött, amikor a One Star a Day (Mej zsi ji hszing (Měi rì yī xīng), 每日一星) című televíziós műsort kezdte vezetni. A műsor keddtől vasárnapig 20 percben futott. Ezt követően televíziós sorozatokban és filmekben szerepelt, 1969-ben a Thank You, My Dear Manager (謝謝總經理, Hsziehszie cung csingli (Xièxiè zǒng jīnglǐ)) című film főszerepét játszotta. 14 évesen otthagyta a középiskolát, hogy a zenei karrierjére koncentrálhasson. A helyi Yeu Jow Records kiadóhoz igazolt, akiknél táncdal típusú lemezeket és népszerű nyugati popdalok, valamint ázsiai népdalok feldolgozásait adta ki. Mivel azonban nem volt bevétele a jogdíjakból, így éjszakai klubokban lépett fel országszerte, mellékes keresetként. A tajpeji Paris Night klubban is fellépett, ahol rekordot döntött: 70 egymást követő nap lépett fel, minden alkalommal 90 perces előadással. Lemezei jól fogytak, nemsokára pedig lehetőséget kapott, hogy Tajvan első saját gyártású televízió sorozatához, a Csingcsinghez (晶晶, Jingjinghez) vegyen fel betétdalt. Turnéra is indult, ami felkeltette a média érdeklődését. Első nagyobb sikerét 1968-ban aratta, amikor a The Gathering of Stars című zenei televíziós műsorban való fellépését követően lemezszerződést ajánlottak neki. A hongkongi Life Recordsnál több albuma jelent meg ezt követően. Ezekben az években több nagy sikerű dalt is kiadott, úgy mint a Remembering Mama (Mama tö ko (Māmā de gē), 媽媽的歌) vagy a The Moment I See You, I Smile (Vo jicsien ni csiu hsziao (Wǒ yījiàn nǐ jiù xiào), 我一見你就笑). Nagy tömegek előtt koncertezett Délkelet-Ázsiában. Bevételei már lehetővé tették, hogy családjának kényelmes életet biztosíthatott, házat vettek Tajpejben.
Az 1970-es években egyre nagyobb népszerűségre tett szert Ázsiában, miután több nyelven számos albumot jelentetett meg. 1979 áprilisában a kanadai Vancouverben adott koncertet. Majd az Egyesült Államokban, többek között Los Angelesben és San Franciscóban turnézott. 1980-ban meghívták fellépni a Lincoln Centerbe New Yorkban és a Los Angeles Music Centerbe, ahol az első kínai származású húzónév volt. 1981-ben délkelet-ázsiai turnéra indult, Malajziában 35 000 főt vonzott koncertjeivel. Szinte minden évben nagyszabású koncerteket adott Hongkongban és Délkelet-Ázsiában.
1983-ban a Las Vegas-i Colosseumban lépett fel több alkalommal, nagy sikerrel. Pályafutása során több ingyenes koncertet adott, illetve jótékonysági fellépésekre járt.

### Kínai sikerek
Kína mintegy három évtizeden át gazdaságilag és kulturálisan is elszigetelt volt. Teng dalai 1974 körül kezdtek beszivárogni a szárazföldi Kínába, a rádiók segítségével. 1977-ben a Jüeliang tajpiao vo tö hszin (Yuèliang Dàibiǎo Wǒ de Xīn) (ismert angol címén The Moon Represents My Heart) című dala az első külföldi dalok között volt, amelyeknek sikerült bejutni Kínába. 1978-ban a gazdasági reform és a határok megnyitása magával hozta az illegális magnókazetták kereskedelmét, Teng dalai a kikötővárosokból a belső tartományokba is eljutottak. Rendkívül népszerű énekes lett Kínában is. Tajvanon Teng dalai a Kuomintang propagandaeszközévé váltak a Kína ellen vívott pszichológiai hadjáratban. Dalait a Csinmen (Jinmen)-szigeteken elhelyezett, Kína felé fordított hangszórókból sugározták nagy hangerővel. Még az 1980-as években is folyt ez a fajta propaganda. Az 1980-as évek elején más tajvani és hongkongi énekesekkel együtt Teng lemezeit is betiltották Kínában, a hatóságok szerint túl „burzsoá” és „romlott” volt. Ennek ellenére dalait továbbra is játszották mindenhol. Beceneve „kis Teng” lett, mert vezetékneve megegyezett Teng Hsziao-ping (Deng Xiao-ping)ével. Úgy tartották, nappal mindenki az „öreg Tenget” hallgatta, mert muszáj volt, este viszont a „kis Tenget”, mert így akarták. A sanghaji Ven huj pao (Wen Hui Bao) napilap egyenesen attól tartott, az énekesnő dalai tönkretehetik a kínai kommunista szellemiséget. Népszerűsége azonban akkora erőt jelentett, hogy a hatóságok kénytelenek voltak visszavonni a zenéjére vonatkozó tiltásokat az 1980-as évek közepétől.

### Tantan jucsing(Dandan youqing); politikai nézetei
1983-ban Teng átszerződött a Taurus Recordshoz és Japánban is sikereket ért el. Ugyanebben az évben jelent meg kritikai szempontból legsikeresebb lemeze, a Tantan jucsing (Dandan youqing) (angolul gyakran Light Exquisite Feeling), melyen 12, Tang- és Szung (Song)-dinasztia-korabeli verset tartalmaz megzenésítve, modern és hagyományos stílusok keveredésével. Ez volt az első olyan albuma, amelyen kizárólag új dalok szerepeltek, és nem voltak rajta feldolgozások. A lemez legnépszerűbb dala a Sujtiao kotou (Shuidiao getou) címet viselte (ismert angol címén: Wishing We Last Forever). Tenget feltehetően vonzották szárazföldi kínai gyökerei, belemerült a Tang- és Szung (Song)-dinasztia klasszikusaiba. Egy televíziós különkiadásban, hagyományos öltözéket viselve arról beszélt, mennyire szeretne hozzájárulni a „kínai” kultúra átadásához:
Egy apró kívánságom van. Remélem, hogy mindenkinek tetszeni fognak ezek a dalok, hogy a Kína 10 millió négyzetkilométeres területén virágzó begóniák és ennek az 5000 éves kultúrának a kincsei nemzedékről nemzedékre átadhatóak legyenek dalokon keresztül. És ezáltal remélem, hogy az utókor soha nem fogja elfelejteni a „kínai” ember boldogságát, szomorúságát és dicsőségét.
Az albumot a közönség és a kritikusok egyaránt pozitívan fogadták, méltatták az ősi versek kiváló tolmácsolását, valamint a klasszikus kínai irodalom kortárs könnyűzenei stílusba való sikeres átültetését. A lemezt jól fogadták Délkelet-Ázsiában, Hongkongban pedig már megjelenésének első napján aranylemez lett. Jang Jen-hszing (Yang Yanxing), a Tiencsini (Tianjini) Konzervatórium professzora dicsérte az albumot, és „a kínai zeneszakma legkitűnőbb művének” nevezte. Pu Hszi-csien (Pu Xiqian), a China News Service munkatársa 2012 márciusában „a költészet és a zene tökéletes kombinációjának” nevezte az albumot. Teng elkezdett dolgozni az album folytatásának befejezésén, öt évig munkálkodott a dalszövegeken. A zenei környezet változásai, valamint romló egészségi állapota és egyéb okok miatt azonban nem sikerült megvalósítania vágyát.
1987-ben megjelent Vo cse cajhu ni (Wǒ zhǐ zàihū nǐ) (我只在乎你, I Only Care About You). Ezt követően romló egészségi állapota miatt alig vett részt nyilvános eseményeken.
1989-ben fellépett Párizsban a tienanmen (tiananmen) téri tüntetések idején, hogy kifejezze támogatását a diákok felé. 1989. május 27-én mintegy 300 000 ember vett részt a Hongkongban rendezett, Concert for Democracy in China című koncerten, ahol Teng előadta a Csia caj san na pien (Jiā zài shān nà biān) (家在山那邊, My Home Is on the Other Side of the Mountain) című dalt.
Teng soha nem lépett fel a szárazföldi Kínában. Egy 1980-as televíziós koncertjén megkérdezték a lehetőségről, mire azt válaszolta, az akkor fog megtörténni, ha Kínában bevezetik a három népi elvet, azaz vagy demokráciává válik Kína, vagy Tajvan égisze alatt egyesül a két ország.

### Hongkongi pályafutása
Teresa Teng 1975-ben a hongkongi Polygram Records kiadásában megjelentette Taokuo cse csingko: Cajcsien, vo tö ajzsen (Daoguo Zhi Qingge: Zaijian, Wo de Airen) (島國之情歌: 再見, 我的愛人, Island Love Songs: Goodbye My Love) című albumát, mellyel elnyerte a Ten-Star-díjat és egy musicalfilm forgatásának lehetőségét. A lemez platina lett Hongkongban. 1976-ban adta első koncertjét a városban, a következő öt évben többször is fellépett itt. 1978-ban a Greatest Hits válogatáslemeze, és az Island Love Songs 3 lemeze is elnyerte a Golden Album-díjat. Első kantoni nyelvű lemeze, a Szaj pat lőng lap (Sai3 bat1 loeng5 lap6) (勢不兩立) 1980-ban jelent meg és az év egyik legtöbbet eladott lemeze volt, platina lett. A lemezről kimásolt Móng géj tá (Mong4 gei3 taa1) (忘記他) című kislemez a korszak egyik leghíresebb kantopopdala volt. Az 1980-as évek elejére már mindenki ismerte Hongkongban, 1983-as Mán pou jan száng lou (Maan bou jan saang lou) (漫步人生路) című albuma az előzőnél is nagyobb sikert aratott. Ez volt egymás után az ötödik lemeze, mely platina lett, ezzel rekordot döntött Hongkongban. Népszerűsége csúcsán járt ekkor a városállamban, hat teltházas koncertet adott a Coliseumban, összesen mintegy százezer ember előtt. 1983. december 29. és 1984. január 3-a között tartotta az A Billion Applause Concert című koncertsorozatát, pályafutása 15. évfordulójának alkalmából. Egy évvel később a hongkongi PolyGram emlékmedált ajándékozott neki ötmillió eladott lemeze után.

### Japán pályafutása
Teng 1973-ban jelent meg először a japán piacon, első japán nyelvű kislemeze Konja kasira akasira (今夜かしら明かしら; Hepburn: Kon'ya kashira akashi-ra) címmel 1974. március 1-jén jelent meg, de csak 75. lett az Oricon listáján, mintegy 30 000 eladott példánnyal. A kiadója már azon volt, hogy felhagy a lemezei kiadásával. Ázsiai hírnevét tekintve azonban végül mégis úgy döntöttek, két-három kislemezzel még megpróbálkoznak a helyi piacon. Július 1-jén jelent meg Kúkó (空港; Hepburn: Kūkō) című kislemeze, amelyből viszont 700 000 példány fogyott. Több sikeres dala is megjelent ezt követően. 1979-ben rajtakapták, hogy hamis indonéz útlevéllel próbált Japánba utazni, kiutasították és egy évre megtiltották számára a belépést.
1984. január 24-én jelent csak meg újabb kislemeze Japánban, Cugunai (つぐない; Hepburn: Tsugunai) címmel. Eleinte nem nagyon fogyott, egy hónap után azonban elkezdték elkapkodni, és hét hónappal később már 8. volt az Oricon slágerlistáján, a Japan Cable Broadcasting slágerlistáján pedig első helyet ért el. Év végére a 700 000-et is meghaladta az eladás, majd tovább emelkedett egymillió példányig. A Japan Cable Awards díjkiosztón az év énekese lett, a kislemez pedig a legnépszerűbb dal díját vitte el. 1985 elején Aidzsin (愛人; Hepburn: Aijin) című dala első volt az Oriconon, és tizennégy hétig vezette a slágerlistákat, több mint 1,5 millió eladott példánnyal. Újra elnyerte az év énekese díjat, majd meghívták a Kóhaku uta gasszen műsorba, ami nagy elismerést jelentett akkoriban az előadók számára. 1986 februárjában újabb kislemeze látott napvilágot, Toki no nagare ni mi o makasze (時の流れに身をまかせ; Hepburn: Toki no Nagare ni Mi o Makase) címmel. Ez a dal is slágerlistaelső lett, összeladása meghaladta a 2,5 milliót Ázsiában, Teng pedig ismét elnyerte a Japan Cable Awardot, ezzel az első és egyetlen külföldi előadó lett, akit három egymást követő évben díjaztak. Újra fellépett a Kóhakuban is.
Az énekesnő az utolsó japán szólókoncertjét 1985-ben adta az NHK Hallban.

### A hadsereg énekesnője
Teresa Tenget Tajvan egyik legnagyobb kulturális exportjaként tartották számon, így amikor hamis indonéz útlevele miatt 1979-ben kiutasították Japánból, azt Tajvanon sem nézték jó szemmel. Egy évvel később hazatérhetett Tajvanra, azzal a feltétellel, hogy együttműködik a kormánnyal. Teng apja katona volt, az énekesnő egész karrierje során fellépett katonák előtt, most újra ezt tette, a bevételeit pedig jótékonysági célokra ajánlotta fel. 1981 augusztusában egy hónapig szórakoztatta a hazai katonákat, országos turnén. Koncerteket adott tábornokoknak és magas rangú tiszteknek is. Ezen fellépéseit a nemzeti televízió is közvetítette, „Teresa Teng a frontvonalon” címmel. A kormány „patrióta művész” medállal tüntette ki. Beceneve „a katonák kedvese” lett. 1988-ban Csiang Csing-kuo (Chiang Ching-kuo) halálával véget ért a statárium, Teng azonban az 1990-es évek elején újra visszatért a katonai szórakoztatáshoz, utoljára 1994-ben lépett fel.

### Zenei inspirációi
Tengre saját elmondása szerint nagy hatással voltak a kínai népdalok, melyeket gyerekkorában hallgatott.
Édesapja kedvelte a pekingi operát, édesanyja pedig a huangmej (huangmei) operát, ezek is nagy hatást gyakoroltak rá. Édesanyja eljárt vele az operaházba, és bátorította, hogy ebben a stílusban énekeljen, daloskönyveket vett neki. Emellett hatással volt rá a sitajcsü (shídàiqǔ) (kínai népdalokat dzsesszel és hollywoodi filmzenével ötvöző, az 1920-as évek Sanghajából származó stílus) is.

## Jótékonysági munkája
Teng nagyon fiatalon kezdett jótékonysági fellépéseket adni. Egyik első fellépése 1968. augusztus 17-én volt, amikor a tajpeji Csungsan (Zhongshan) Hallban rendezett jótékonysági vásáron énekelt a Fülöp-szigeteki földrengés károsultjainak megsegítésére. A következő évben Yusof Ishak szingapúri elnök felesége meghívta egy jótékonysági előadásra a szingapúri nemzeti operaházba. Ugyanebben az évben fellépett a szingapúri hatóságok által rendezett Ten-Star jótékonysági előadáson. 1971-ben ő lett a valaha volt legfiatalabb személy, aki elnyerte a hongkongi Paj Hua Ju (Bai Hua You) művészeti aukció Jótékonysági Királynője címet. 1973. június 8-án Szingapúrban részt vett a Far East Top Ten Stars Charity Gala-n, négy koncertet adott, és 400 000 dollárt gyűjtött, amit rászoruló diákok ösztöndíjára fordítottak. Teng az 1970-es évek folyamán Szingapúrban, Tajvanon és Hongkongban folytatta a jótékonysági célú fellépéseket. 1980-ban több mint egymillió dollárt gyűjtött a hongkongi Jan Caj (Yan Chai) Kórház számára, és a tajvani fellépéséből származó bevételt az ország nemzeti alapjának adományozta. 1982 januárjában az énekesnő koncertet adott a hongkongi Queen Elizabeth Stadionban, és az első bevételeket jótékonysági célokra fordította; augusztusban 160 000 tajvani új dollárt adományozott egy észak-thaiföldi falu víztornyának építésére, egy ivóvízrendszer kiépítéséhez. 1985-ben Teng szólókoncertet adott a tokiói NHK Hallban, Japánban, amelynek bevételét jótékonysági célokra ajánlotta fel. 1991 júliusában Hongkongba utazott, hogy részt vegyen az ATV Love for East China katasztrófasegély-programjában, mint különleges fellépővendég, adományokat gyűjteni. Teng 1994-ben adta utolsó fellépését Tajvanon, egy évvel váratlan halála előtt.

## Magánélete

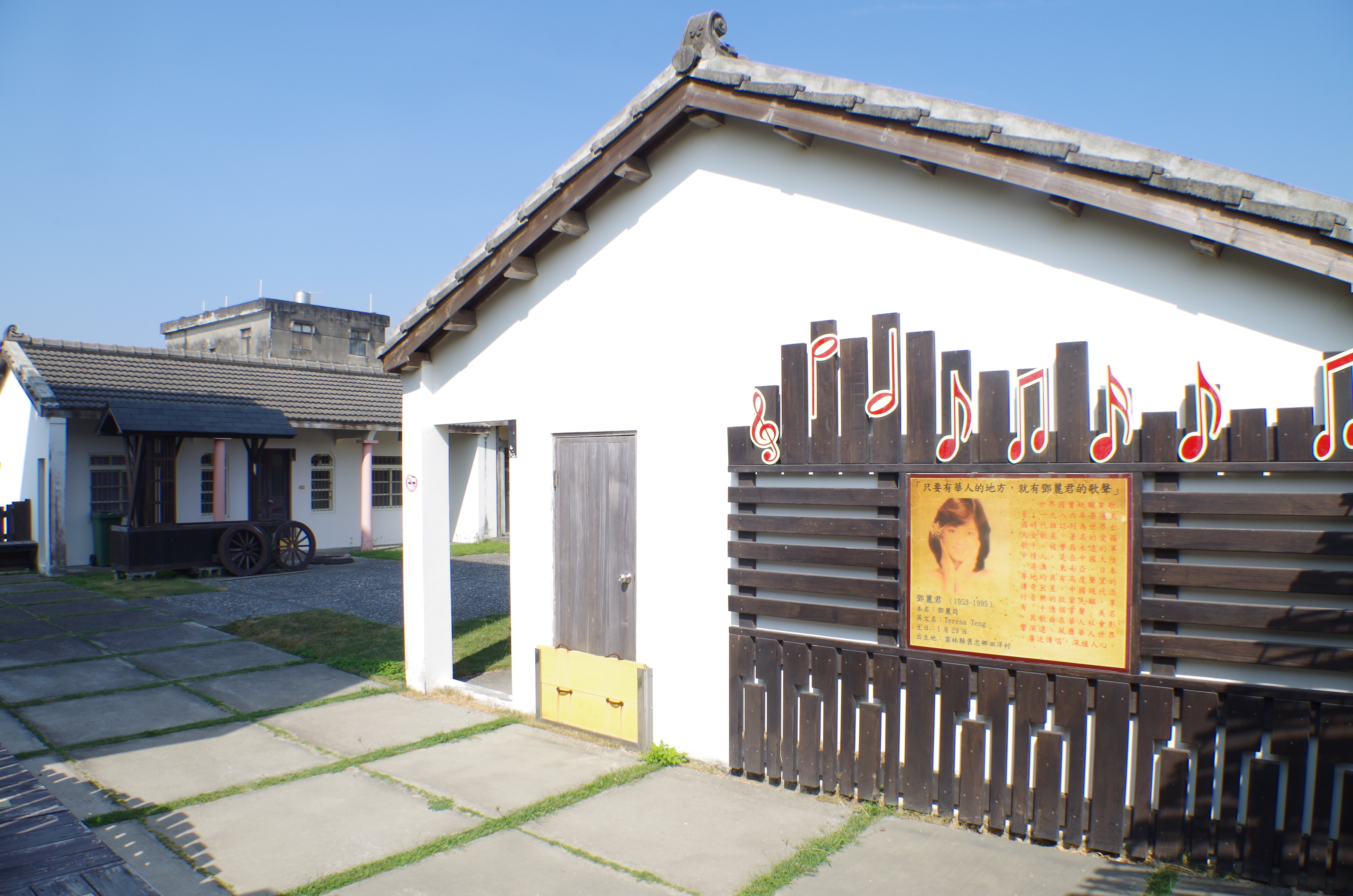
Teng gyerekkori otthona in a Jünlin (Yunlin) megyei Paocsung (Baozhong)ban, Tajvanon

Anyai nagyanyjához, Mary Changhoz (Csang Sou-hszin (Zhāngshǒuxīn), 張守鑫) hasonlóan Teresa Tenget római katolikusnak nevelték. Gyermekként sokat játszott a lucsou (luzhou)i Szent József templomnál, ahol megkeresztelték.
1971-ben ismerkedett meg egy maláj papírgyárossal, Lin Zhenfával.  A férfi 1976-ban, szívrohamban halt meg.
Teng 1980-ban ismerkedett meg a Hollywoodban forgató Jackie Channel. Kapcsolatuk nem tartott sokáig, személyiségük különbözősége miatt szakítottak.
1981-ben egy újabb maláj üzletember lett a párja, Beau Kuok, a multimilliárdos Robert Kuok fia. 1982-ben el is jegyezték egymást, de Teng szakított a férfival, mert a házassági szerződés szerint abba kellett volna hagynia az énekesnői karrierjét.
Teng 1990-ben, Franciaországban ismerkedett meg a nála 15 évvel fiatalabb fényképésszel, Paullal. Öt évig, az énekesnő haláláig éltek együtt.

## Halála és temetése

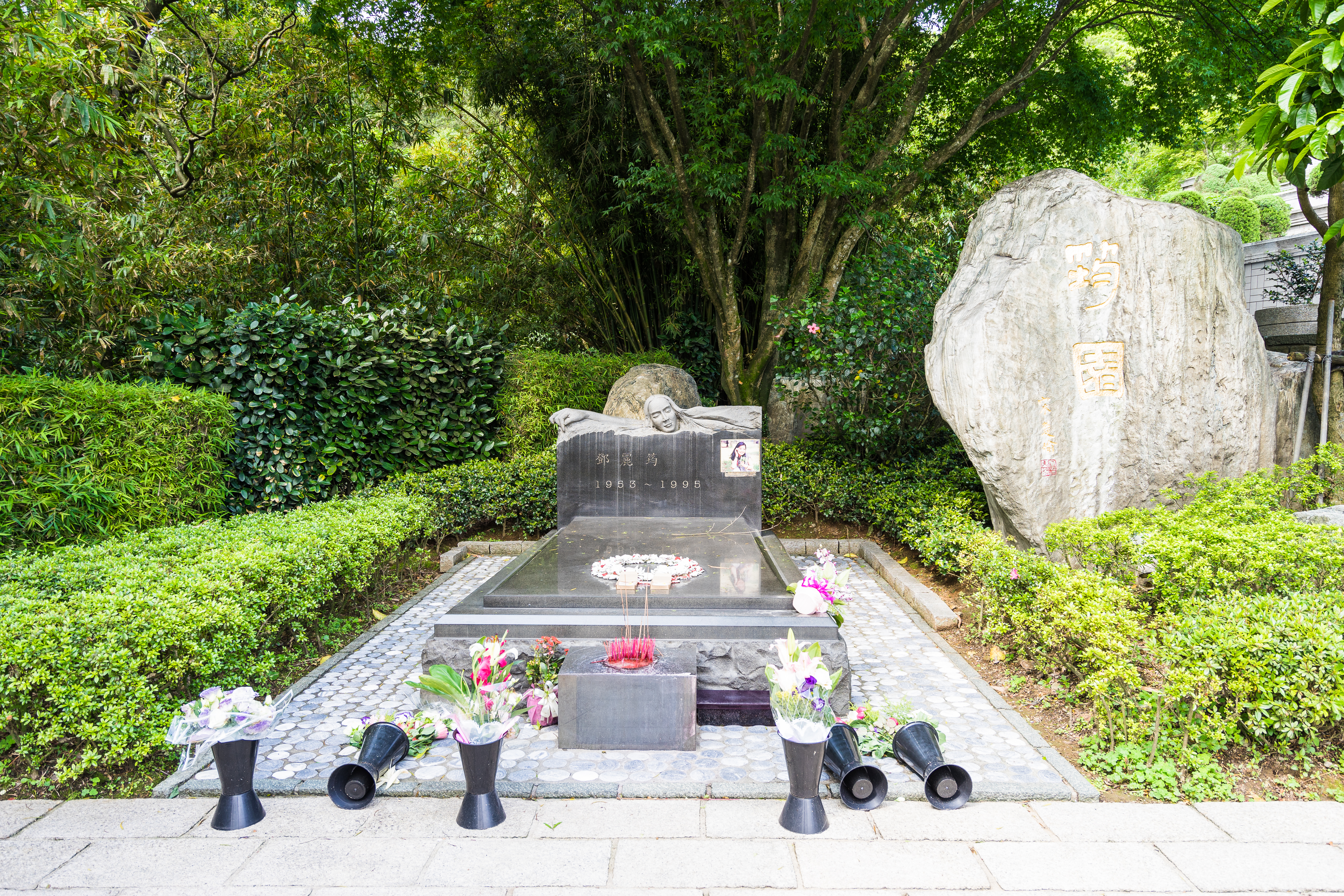
Teresa Teng sírja

Teresa Teng 1995. május 8-án hunyt el, a hivatalos közlemény szerint asztmában, bár thai orvosok szerint valószínűleg szívinfarktus okozta a halálát, miközben Thaiföldön nyaralt. Mivel a családja és az élettársa sem kívánt boncolást végeztetni, ezt a feltételezést nem lehetett alátámasztani. Az énekesnő az év eleje óta légzési nehézségekre panaszkodott.
A Billboard nekrológja szerint halálát egész Ázsia veszteségként élte meg. Állami temetést kapott, Csang Kaj-sek (Chiang Kai-shek)é után a legnagyobbat. Koporsóját a nemzeti zászlóval takarták le. Több mint 200 000 ember érkezett a búcsúztatására. Temetését több ázsiai országban közvetítették a televíziók, a tajvani, hongkongi és kínai rádiók pedig két napig a dalait játszották. Egynapos nemzeti gyászt rendeltek el, a temetésen Li Teng-huj (Lee Teng-hui) miniszterelnök is részt vett. Posztumusz kitüntették a honvédelmi minisztérium civileknek adható legmagasabb kitüntetésével, a tengerentúli kínai kapcsolatok minisztériumának kitüntetésével, valamint elnöki dicséretben részesült. A tajpej megyei (ma Hszinpej (Xinbei)) Csinpaosan (Jinbaoshan) magántemetőben helyezték nyugalomra, domboldali sírban.
A család a Jünjüan (Yunyuan) nevet adta a sírnak, mivel Teng nevében az egyik írásjegynek ez a másik olvasata. A sírhelynél áll Teng aranyszínű szobra, valamint egy földbe süllyesztett elektronikus zongorabillentyűzet, melyet rálépéssel lehet megszólaltatni. A sír mellett egy kősztélé áll, melyre a következő mondatot vésték: „Itt nyugszik egy szupersztár, aki egész életét az éneklésnek szentelte.”

## Értékelése és hatása
Teresa Tenget az egyik legsikeresebb és legnagyobb hatású ázsiai zenei és popkulturális ikonként tartják számon. Nem csak a zenére volt befolyással, de a politikai és a kulturális szférára is. Mivel több nyelven is énekelt, Ázsia minden területére elért a zenéje, regionális sztárrá vált.
Tenget az 1970-es és 1980-as évekbeli fénykorában a világ egyik legnagyobb énekesnőjeként tartották számon, többnyelvű dalok széles repertoárjával bírt. Egyesek felvilágosítóként és a kínai énekes-előadóművészet és a modern könnyűzene úttörőjeként tartják számon. A 20. század második felében és azt követően az ázsiai könnyűzenére és a kínai kulturális szférára gyakorolt erőteljes hatása miatt Ázsia első popszupersztárjaként tartják számon.
Tenget a Time magazin 1986-ban a világ hét legnagyszerűbb énekesnője közé választotta, 1997-ben az NHK által készített felmérésen Toki no nagare ni mi o makasze című dalát a 100 legnagyobb japán sláger listáján a 16. helyre sorolták. A Jüeliang tajpiao vo tö hszin (Yuèliang Dàibiǎo Wǒ de Xīn) című dala egy 1999-es rádiós felmérésen minden idők legjobb kínai dala lett Hongkongban. 2009-ben egy kínai kormányzati portál által szervezett szavazáson 8,5 millióan választották meg „Kína legbefolyásosabb kulturális személyiségének 1949 óta”. 2010-ben, a nemzetközi nőnap alkalmából kínai sajtóorgánumok „a modern Kína legbefolyásosabb nőjének” választották meg. Ugyanebben az évben a CNN az elmúlt 50 év 20 legnagyobb hatású zenészeként nevezte meg.
Számos művész nyilatkozott úgy, hogy hatással volt rájuk Teng művészete, többek között Faye Wong, Jay Chou, Jane Zhang, Cuj Csien (Cui Jian), Nisikiori Kazukijo a Sónentai együttesből, Murakami Tecuja a Gospellersből, Akimoto Dzsunko, Nacukava Rimi, Liu Hsziao-po (Liu Xiaobo) író és kritikus, Pei Xu író, költő; Hirokane Kensi mangaka, Csia Csang-ko (Jia Zhangke) filmrendező, vagy éppen Jian Guo festő, szobrász.

### Hatása Kínában
Az 1980-as évek előtt csaknem három évtizeden keresztül a külföldi zene és művészet tiltott volt a szárazföldi Kínában, a szerelmes dalok gyakorlatilag ismeretlenek voltak, jobbára politikai tartalmú és vörös érzelmű dalok uralták az ország kultúráját. Ezek általában forradalmi mintaoperák voltak, amelyeket a párt és a katonaság felvidítására adtak elő. Csin Csao-csün (Jin Zhaojun), neves kínai zenekritikus szerint az időszak zenei stílusa „túlságosan férfias volt, és hiányzott belőle a nőiesség”. Az emberektől megtagadták az alapvető emberi érzelmek és kifejezési módok egész sorát. Teng különböző zenei stílusokkal dolgozott, a kínai elemeket nyugati stílusú poppal és dzsesszes kompozíciókkal integrálta, megnyitva az utat a későbbi generációk zenei alkotásai előtt.
A zenészek elkezdték tanulmányozni a külföldi kazetták és magnók segítségével a kontinensre érkező új zenei formákat, például a hangszerelést és az énekstílust. Teng lett a zeneszerzők egyik korai útmutatója arra vonatkozóan, hogyan kell népszerű dalokhoz zenét hangszerelni, és számos zenész kezdte Teng stílusát utánozni. Teng hatásának másik aspektusa az úgynevezett csiseng csangfa (qisheng changfa) (气声唱法, „levegős éneklés”) énekstílus megalapozása volt. Ezt megelőzően az autentikus népdaléneklés mellett a kínaiaknak volt egyfajta „nemzeti” énekstílusa is, a bel canto és a népdaléneklés között. Teng által meghonosított énekstílust később „populáris éneklésnek” nevezték el. Teng dalai a témák széles skáláját dolgozták fel, leginkább a szerelemre és az emberi kapcsolatokra koncentráltak − az akkoriban a szárazföldi kínai kultúrából leginkább hiányzó elemekre. 1970-es évek elejére, ahogy a rádiótulajdonosok aránya kezdett növekedni, különösen az olcsó és hordozható tranzisztoros modelleké, Teng zenéje is előtérbe került. A Cseng (Ah Cheng) író egyfajta izgalomként és szélsőséges függőségként emlékezett vissza arra, hogy 1975-ben hallotta először az énekesnő zenéjét, és barátaival odanyomta a fülét a rövidhullámú rádió fakeretéhez, hogy hallhassa a hangját. 1977-ben a Jüeliang tajpiao vo tö hszin (Yuèliang Dàibiǎo Wǒ de Xīn) (ismert angol címén The Moon Represents My Heart) című dala az első külföldi dalok között volt, amelyeknek sikerült bejutni Kínába. Az elkövetkező évtizedben Teng dalai forradalmasították a kínai populáris kultúrát, és vége szakadt a kínai kultúra és társadalom feletti rendkívül szoros ellenőrzésnek.
Vuerkajhszi (Wu'erkaixi), Tajvanon élő, ujgur származású politikai kommentátor szerint a Teng dalait hallgató fiatalokban felébredt a vágy a szabadság iránt. „A kínaiak számára Teng Li-csün (Deng Lijun) nagyszerű ember volt. Ha Teng Hsziao-ping (Deng Xiao-ping) elhozta Kínának a gazdasági szabadságot, akkor [Teng Li-csün (Deng Lijun)] a test felszabadítását és a szabad gondolkodást hozta el Kínának.”
Liu Hsziao-po (Liú Xiǎobō) Nobel-békedíjas irodalmár szerint „Teng romantikus dalai újra felébresztették lágy központunkat, lebontva »forradalmi akaratunk« öntöttvas vázát, megolvasztva hideg, érzéketlen szívünket, és felszabadítva régóta elfojtott emberi szelídségünket és gyengédségünket.” Csia Csang-ko (Jia Zhangke) filmrendező hasonlóan vélekedett:
„Teng dalai hatalmas változást jelentettek az akkori Kína kulturális életében. Az 1980-as évek előtt Kínának nem volt említésre méltó populáris kultúrája. A legközelebbi, amink volt, a forradalmi operák voltak, valamint az erre a mintára készült dolgok. Körülöttünk minden kollektíven volt felépítve, Teng dalai viszont teljesen újszerűek voltak abban az időben... az individualizmust idézték fel, és mindent megváltoztattak.”
A kínai zeneipar fejlődéséhez való hozzájárulásáról Vang Hsziao-feng (Wang Xiaofeng) a Sanlian Life Weeklyben azt írta: „Teng nemcsak a könnyűzene fejlődésének úttörője volt, hanem az akkori audio-videó cégek gyors fejlődését is ösztönözte.” Szerinte a kazetták hallgatása az egyik fő kulturális tevékenység volt, és bár ezek luxuscikknek számítottak, ez nem akadályozta meg az átlagembereket abban, hogy megvásárolják. 1979-ben a szárazföldi Kínában csak néhány audio-videó forgalmazó cég volt. Ez a szám 1982-re 300-ra nőtt; az újságíró szerint Teng zenéje úttörő szerepet játszott ebben a változásban.

### Hatása a kínai nyelvű régión kívül
Teresa Teng Japánban, Délkelet-Ázsiában és valamennyire Dél-Ázsiában is népszerű volt, míg Hongongban, Tajvanon, Kínában és Japánban valóságos kultusza alakult ki. A nyelvi korlátokat áttörve az egyik első olyan művész volt, akit más kultúrák is elfogadtak, ezzel megnyitva az utat más ázsiai művészek számára is a nemzetközi piacon. Dalait több száz énekes dolgozta fel világszerte, többek között Jon Bon Jovi, Faye Wong, Leslie Cheung, Siti Nurhaliza, Shila Amzah, Katherine Jenkins, Im Juna (Im Yuna), David Archuleta, Agnes Monica, Nána Múszhuri, Kenny G vagy éppen Carl Doy. Számos nemzetközi filmben is felhasználták a dalait, ilyen például a Csúcsformában 2., a Játsz/ma, a Lángoló börtön, az A sárkány éve, az Az elárult sziget, a Gomorra, vagy a Kőgazdag ázsiaiak.
Teng az 1970-es évek közepétől Japánban is nagy sikereket ért el. A Nippon és a Billboard beszámolói szerint a Teng az általa előadott kajókjoku dalok segítségével összekötötte Japánt Kelet- és Délkelet-Ázsia nagy részével; a dalok egy részét később mandarinra is lefordították.
A japánok számára Teresa Teng több volt, mint egy népszerű énekesnő. A kajókjoku dalai segítségével összekötötte Japánt ázsiai szomszédaival. Megtanított minket a kínai kultúra mélységére, akár szülőföldjén, Tajvanon, akár ősei otthonában, Kínában, akár Hongkongban, amelyet egész életében szeretett. Mi, japán rajongói, soha nem fogjuk elfelejteni bársonyos hangját és életének rövid, gyönyörű ragyogását.
2007-ben bekerült a japán Koga Maszao Zenei Múzeum Popzenei Hírességek Csarnokába, egyedüli külföldi előadóként.
2015-ben Tada Akira a Nikkei Asia újságban így emlékezett meg az énekesnőről: „Ázsia az elmúlt húsz évben jelentős változásokon ment keresztül, az emberek, áruk és információk áramlása jelentősen megnőtt. Ugyanakkor új politikai súrlódások alakultak ki. Teng, akit még most is szeretnek nemzeti és etnikai határokon túl, továbbra is az Ázsiát dalokon át egyesítő hangként ragyog.” A The Guardian 2018-ban úgy vélte, Teresa Teng hangja éppen olyan ikonikus keleten, mint Elvis Presleyé nyugaton. Andrew N. Weintraub és Bart Barendregt úgy jellemezte az énekesnőt, mint „az interázsiai modernitás modelljét, akinek hangja átlépte a nyelvi, nemzeti és generációs határokat”, míg John F. Copper szerint Teng a maga idejében „a világ valaha volt leghallgatottabb énekesnője” volt.

## Emlékezete
Még halálának évében megjelent egy tribute album, A Tribute to Teresa Teng címmel, melyen kínai rockegyüttesek dolgozták fel a dalait.
1996-ban Peter Chan Tien mi mi (Tián mì mì) című filmjében számos Teng-dal szerepelt, a címét is az énekesnő egyik daláról kapta. A film számos díjat nyert a Hongkongi Nemzetközi Filmfesztiválon, a Seattle-i Filmfesztiválon pedig közönségdíjat kapott.
2002 májusában viaszszobrot állítottak Tengnek a hongkongi Madame Tussaud panoptikumban. Ugyanebben az évben szobrot kapott a sanghaji Fusou (Fushou) Kert parkban.
Hongkongi háza a Carmel úton népszerű látványosság lett, 2004-ben a házat eladták, mintegy 32 millió hongkongi dollárért azzal a céllal, hogy később Sanghajban múzeumot nyissanak a pénzből. Utoljára 2004. január 29-én, Teng születésnapján nyitották meg a házat a rajongók előtt.
2007-ben a japán TV Asahi Teresa Teng monogatari (テレサ・テン物語) címmel sorozatot vetített az énekesnőről, Kimura Josino alakította Tenget.
2015-ben a Hopej (Hebei) tartománybeli Hantan (Handan)ban a Taming (Daming) megyei önkormányzat „Li-csün (Lijun) falut” (丽君小镇) hozott létre az emlékére. Ennek keretében felújították ősei otthonát; a területen pedig mindenhol Teng dalai szólnak. Egy függőkert és egy művészeti központ is található itt, valamint szobrot is emeltek az énekesnőnek.
2018-ban, születésének 65. évfordulóján a Google doodle is megemlékezett róla számos országban.
Számos országban adtak ki postabélyeget az arcképével, többek között Pápua Új-Guineában, Timorban, Argentínában, Tuvában, Abháziában, Grenadán, Jakutföldön, Japánban, Bissau-Guineában, Malin, Észak-Koreában, Tajvanon, Hongkongban és Kínában is.

## Díjai és elismerései
Válogatott díjai és elismerései:
Japán:
- 1974: 16. Japan Record Awards: Új előadó díj: Kúkó (空港; Hepburn: Kūkō?) c. dalért
- Japan Cable Awards: Nagydíj
  - 1984: Cugunai (つぐない; Hepburn: Tsugunai?)) c. dalért
  - 1985: Aidzsin (愛人; Hepburn: Aijin?) c. dalért
  - 1986 Toki no nagare ni mi o makasze (時の流れに身をまかせ; Hepburn: Toki no Nagare ni Mi o Makase?)
- 1986: 28. Japan Record Awards: Arany díj: Toki no nagare ni mi o makasze c. dalért
- 1987: Japan Cable Awards: Kiemelkedő sztár díj: Vakare no jokan (別れの予感; Hepburn: Wakare no Yokan?) c. dalért
- 1987, 1988: The Cable Radio zenei díj a Vakare no jokan c. dalért
- 1995: The Cable Radio különdíj (有線功労賞) három egymás után nagydíjért

Tajvan:
- 1980: 15. Golden Bell Awards: Legjobb énekesnő[41]

Hongkong
- 1978: RTHK Top 10 Aranydal-díj: Szíú chűn cí lűn (Siu Cyun Zi Lyun) (小村之戀) c. dalért[131]
- 1995: Aranytű-díj (Golden Needle Award) (posztumusz)[132]

## Fordítás
Ez a szócikk részben vagy egészben  a   Teresa Teng című angol Wikipédia-szócikk fordításán alapul.  Az eredeti cikk szerkesztőit annak laptörténete sorolja fel. Ez a jelzés csupán a megfogalmazás eredetét és a szerzői jogokat jelzi, nem szolgál a cikkben szereplő információk forrásmegjelöléseként.